# (5797) Bivoj
(5797) Bivoj es un asteroide que forma parte de los asteroides Amor, es decir, cualquiera de los asteroides con una órbita que contenga totalmente a la terrestre y que tenga un perihelio menor de 1,3 ua, descubierto el 13 de enero de 1980 por Antonín Mrkos desde el Observatorio Kleť, České Budějovice, República Checa.

## Designación y nombre
Designado provisionalmente como 1980 AA. Fue nombrado Bivoj en homenaje al héroe de la mitología eslava Bivoj conocido por su gran valor y otras buenas cualidades. Venció a un gigantesco jabalí solo con sus manos para salvar los cultivos y los habitantes de su pueblo. Más tarde conoció y se casó con Kazi, la hija mayor del príncipe Krok.

## Características orbitales
Bivoj está situado a una distancia media del Sol de 1,893 ua, pudiendo alejarse hasta 2,734 ua y acercarse hasta 1,052 ua. Su excentricidad es 0,444 y la inclinación orbital 4,187 grados. Emplea 951,891 días en completar una órbita alrededor del Sol.

## Características físicas
La magnitud absoluta de Bivoj es 18,7. Tiene 0,4 km de diámetro.